# Antwerpska Orkiestra Symfoniczna
Antwerpska Orkiestra Symfoniczna jest orkiestrą symfoniczną Flandrii (Belgia) z siedzibą w Sali Królowej Elżbiety w Antwerpii. Kierownictwo muzyczne nad orkiestrą zostało powierzone Elim Chan, natomiast kierownictwo artystyczne objął Philippe Herreweghe. Organizacja ta, będąca jedną z siedmiu instytucji artystycznych Flamandzkiej Wspólnoty Belgii, jest jednocześnie jednym z najważniejszych przedstawicieli kultury w tym regionie.
Od momentu powstania, w roku 1955, misją Antwerpskiej Orkiestry Symfonicznej było dotarcie z klasycznym i współczesnym repertuarem symfonicznym do możliwie jak najszerszej publiczności. W Belgii, każdego sezonu orkiestra koncertuje w swej antwerpskiej siedzibie, a także we Flandrii Wschodniej (Muziekcentrum De Bijloke), Flandrii Zachodniej (Concertgebouw Brugge), Limburgii (Cultuurcentrum Hasselt) oraz w Brukseli (Bozar/Paleis voor Schone Kunsten/Centrum Sztuk Pięknych). Jako ambasador kultury Flandrii, orkiestra każdego sezonu odbywa międzynarodowe tournée po Europie, a także poza jej granicami.
Oprócz regularnych koncertów, Antwerpska Orkiestra Symfoniczna przykłada również dużą wagę do pracy z młodzieżą i projektów społecznych angażujących osoby niepełnosprawne lub pochodzące ze środowisk migracyjnych. W 2016 roku orkiestra otrzymała za tę działalność nagrodę „Iedereen Klassiek” przyznaną przez flamandzką publiczną stację radiową Klara.
Dyrektorem generalnym orkiestry, pełniącym tę funkcję od roku 2015, jest Joost Maegerman.

## Nazwy
Od początku swojego istnienia orkiestra kilkukrotnie zmieniała swoją nazwę:
- od kwietnia 2017 roku Antwerpska Orkiestra Symfoniczna
- od września 2002 roku Koninklijke Filharmonie van Vlaanderen / Flamandzka Królewska Orkiestra Filharmoniczna – w skrócie deFilharmonie
- od lipca 1985 roku Koninklijk Filharmonisch Orkest van Vlaanderen
- od stycznia 1983 roku Filharmonisch Orkest van Vlaanderen
- w chwili założenia w roku 1955 De Philharmonie van Antwerpen

## Pochodzenie i historia

### Pochodzenie
Orkiestra może poszczycić się wkładem w długą tradycję towarzystw filharmonicznych Antwerpii. Ich najstarszym prekursorem jest Société Royale d’Harmonie d’Anvers (działające do dziś pod nazwą Sorodha). Jest to stowarzyszenie muzyczne założone w roku 1814, liczące wielu członków i mające niezwykle mieszczański oraz budujący program mający na celu promowanie i rozwijanie dobrostanu moralnego mieszkańców Antwerpii poprzez muzykę klasyczną.
Korzenie Antwerpskiej Orkiestry Symfonicznej sięgają bezpośrednio Koninklijke Maatschappij voor Dierkunde (KMDA), tj. Królewskiego Towarzystwa Zoologicznego w Antwerpii. Od chwili założenia w roku 1843, towarzystwo skupiało swoją działalność wokół zoologii oraz ochrony przyrody. W roku 1895, Koninklijke Maatschappij voor Dierkunde założyło orkiestrę, która miała występować przed członkami towarzystwa. W okresie letnim, w ZOO organizowano „Dierentuinconcerten” inaczej zwane koncertami w ZOO. Z kolei w miesiącach zimowych orkiestra przenosiła się do „Grote Feestzaal” (Wielkiej Sali Festiwalowej, poprzedniczki obecnej Sali Królowej Elżbiety), zbudowanej w roku 1897 w celu organizowania tych koncertów. Pod batutą Edwarda Keurvelsa, a później Flora Alpaertsa, program uwzględniał dzieła takich kompozytorów, jak Edvard Grieg, César Franck i Hector Berlioz. Szczególną uwagę poświęcono również kompozytorom flamandzkim, takim jak Waelput, Blockx, Wambach czy De Mol.
W roku 1903, w Antwerpii, założona została kolejna orkiestra: Maatschappij der Nieuwe Concerten van Antwerpen pod batutą Lodewijka Mortelmansa. Gościnnie, orkiestrą dyrygowali Gustav Mahler, Siegfried Wagner, Hans Richter, Richard Strauss oraz Siergiej Rachmaninow. Pod batutą Mortelmansa występowali również tacy soliści, jak Pablo de Sarasate, Jacques Thibaud, Pablo Casals i Fritz Kreisler.

### Vzw De Philharmonie (1955-1983)
Orkiestra Koninklijke Maatschappij voor Dierkunde i Maatschappij der Nieuwe Concerten zostały rozwiązane po II wojnie światowej. W wyniku działań militarnych prowadzonych podczas drugiej wojny światowej, poważnemu zniszczeniu uległo wiele miejsc ówczesnej rozrywki, w związku z czym w mieście zachowało się niewiele sal koncertowych. W latach 50. XX wieku znaczącą trudność stanowiło również samo skompletowanie członków orkiestr, a także znalezienie odpowiednich scen, na których orkiestry te mogłyby występować. Co więcej, w Antwerpii istniała tylko jedna orkiestra zawodowa Koninklijke Vlaamse Opera (Królewska Opera Flamandzka), odgrywająca w orkiestronie szczególnie istotną rolę.
12 listopada 1955 roku powstała organizacja non-profit o nazwie De Philharmonie założona przez Gastona Ariëna będąca owocem współpracy Jefa Maesa, J.A. Zwijsena i Stevena Candaela. Próby rozpoczęto 19 stycznia 1956 roku. Po zorganizowaniu około pięćdziesięciu spotkań, pierwszy koncert odbył się w budynku opery 10 grudnia 1956 roku.
Niemniej jednak, znalezienie stałego miejsca okazało się dla orkiestry sporym wyzwaniem. Jedyną dostatecznie dużą sceną w mieście będącą w stanie pomieścić całą orkiestrę była „Grote Feestzaal” Królewskiego Towarzystwa Zoologicznego w Antwerpii/Koninklijke Maatschappij voor Dierkunde. Została ona jednak zburzona w roku 1958, aby na jej miejscu mogła powstać Sala Królowej Elżbiety. Z tego powodu próby De Philharmonie odbywały się w różnych miejscach w obrębie całego miasta, w tym m.in. w ZOO Alpaertszaal/Alpaerts Room i hali sportowej Olympia w Zuid (przekształconej później w klub nocny Zillion).
Pierwszym głównym dyrygentem De Philharmonie został w roku 1959 Holender Eduard Flipse. Jednak prawdziwy rozkwit De Philharmonie nastąpił w latach 60. XX wieku. W roku 1960 Królowa Elżbieta zainaugurowała otwarcie nowej, noszącej jej imię Sali Królowej Elżbiety. Od tego momentu orkiestra zyskała specjalne, własne miejsce swoich występów. Z usług orkiestry regularnie korzystała również flamandzka telewizja publiczna BRT.
W roku 1970 Flipse zdecydował o przejściu na emeryturę. Funkcję dyrygenta pełniło wielu spośród członków orkiestry, zaczynając od Valère’a Lenaertsa, którego miejsce trzy lata później zajął Enrique Jordá. Funkcję dyrygenta gościnnego orkiestry, w latach 1975–1983, pełnił z kolei André Vandernoot.
W roku 1980 De Philharmonie połączyła swoje siły z deSingel, co było spełnieniem marzeń Petera Benoit, założyciela Koninklijk Vlaams Conservatorium (Królewskiego Konserwatorium w Antwerpii). Orkiestra zyskała drugą pełnoprawną scenę w swoim rodzinnym mieście. Niemniej jednak w kwestiach finansowych sprawy zaczynały przybierać coraz mniej pomyślny obrót. Flamandzki minister kultury, Karel Poma, zagroził rozwiązaniem orkiestry. W związku z powyższym zrealizowano audyt, w wyniku którego stwierdzono konieczność dokonania radykalnej reorganizacji.

### De Filharmonie van Vlaanderen (1983-1985)
W odpowiedzi na ustalenia audytu, w roku 1983 założona została nowa organizacja non-profit pod nazwą De Filharmonie van Vlaanderen. Powołany został nowy zarząd, natomiast stanowisko głównego dyrygenta objął Emil Czakyrow. W związku ze zmianą przepisów, od tego momentu orkiestra zyskała możliwość także samodzielnej organizacji koncertów.

### Koninklijk Filharmonisch Orkest van Vlaanderen (1985-2002)
W roku 1985 nazwa orkiestry została zmieniona na Koninklijk Filharmonisch Orkest van Vlaanderen.
W roku 1987 stanowisko głównego dyrygenta objął Günter Neuhold. Skupił się on głównie na dziełach współczesnych kompozytorów flamandzkich, takich jak Luc Brewaeys. W roku 1996 orkiestra zyskała możliwość przeprowadzania prób w stałej lokalizacji, w nowo powstałym budynku w Eilandje, dzielnicy Antwerpii.
W trakcie sezonu 1998-1999 do orkiestry dołączył Philippe Herreweghe obejmując tym samym stanowisko dyrektora artystycznego. Od tego czasu jest on na stałe związany z orkiestrą.

### deFilharmonie – Flamandzka Królewska Orkiestra Filharmoniczna (2002-2017)
Rosnące międzynarodowe zainteresowanie orkiestrą zaowocowało w 2002 roku nadaniem jej nowej nazwy, deFilharmonie (Flamandzka Królewska Orkiestra Filharmoniczna).
W roku 2008 stanowisko głównego dyrygenta objął Jaap van Zweden, dyrygentem gościnnym został Martyn Brabbins, zaś stanowisko kierownika muzycznego piastował Philippe Herreweghe. Takie rozdysponowanie stanowisk zapewniło orkiestrze solidny fundament artystyczny. W roku 2011 miejsce głównego dyrygenta Jaapa van Zwedena zajął Edo de Waart. W roku 2009, po przeprowadzeniu konsultacji z głównym architektem flamandzkim oraz dzięki wsparciu Flamandzkiej Wspólnoty Belgii podjęto decyzję o wybudowaniu nowej Sali Królowej Elżbiety, mającej stać się siedzibą deFilharmonie.
Po trwającej trzy lata renowacji, w listopadzie roku 2016, nowa Sala Królowej Elżbiety została uroczyście otwarta przez Królową Matyldę. W swojej nowej siedzibie DeFilharmonie dała cztery koncerty inauguracyjne. Od tego momentu próby, występy oraz nagrania orkiestry odbywały się już w Sali Królowej Elżbiety.

### Antwerpska Orkiestra Symfoniczna (od roku 2017)
Nowa, międzynarodowej klasy sala koncertowa stała się powodem kolejnej zmiany nazwy orkiestry. 3 kwietnia 2017 roku orkiestra zmieniła swoją nazwę na Antwerpską Orkiestrę Symfoniczną.
Począwszy od sezonu 2017-2018 Antwerpska Orkiestra Symfoniczna we współpracy z deSingel każdego roku gościła w Sali Królowej Elżbiety orkiestry międzynarodowej sławy.
Wraz z początkiem sezonu koncertowego 2019-2020 nowym głównym dyrygentem Antwerpskiej Orkiestry Symfonicznej została Elim Chan. W momencie obejmowania tego stanowiska liczyła zaledwie 31 lat, co uczyniło z niej najmłodszą, główną dyrygentkę w historii orkiestry.

## Koncerty

### Miejsca
Poza koncertami w Sali Królowej Elżbiety, każdego sezonu orkiestra występuje także w innych miejscach Antwerpii, takich jak deSingel, De Roma, AMUZ, Kościół św. Karola Boromeusza w Antwerpii, Katedra Najświętszej Marii Panny w Antwerpii i Sint-Jansplein. Ponadto, orkiestra występuje również w Centrum Sztuk Pięknych w Brukseli, Concertgebouw w Brugii, Muziekcentrum De Bijloke w Gandawie, a także w CCHA w Hasselt.
Jako ambasador kultury Flandrii, Antwerpska Orkiestra Symfoniczna występowała również w zagranicznych salach koncertowych, takich jak chociażby Filharmonia w Petersburgu, Teatr Narodowy w Pekinie, Musikverein i Konzerthaus w Wiedniu, w Koninklijk Concertgebouw w Amsterdamie, a także w sali koncertowej Suntory Hall oraz Bunka Kaikan Hall w Tokio oraz w Pałacu Sztuki w Budapeszcie. W kwietniu roku 2019 Antwerpska Orkiestra Symfoniczna została pierwszą orkiestrą flamandzką, która zrealizowała tournée po Ameryce Łacińskiej, dając koncerty w Teatro Mayor w Bogocie (Kolumbia) oraz w Sala São Paulo w São Paulo (Brazylia).

### Tradycje
Antwerpska Orkiestra Symfoniczna może poszczycić się wieloma tradycjami w postaci szeregu corocznych koncertów.
Każdego roku Antwerpska Orkiestra Symfoniczna koncertuje w Katedrze Najświętszej Marii Panny w Antwerpii, daje koncerty bożonarodzeniowe w Kościele św. Karola Boromeusza w Antwerpii oraz koncerty noworoczne w Sali Królowej Elżbiety. Ponadto, orkiestra od ponad dziesięciu lat, podczas pierwszego weekendu września, wykonuje przystępny program muzyki klasycznej w ramach koncertu plenerowego w antwerpskiej Sint-Jansplein.

## Nagrania
Antwerpska Orkiestra Symfoniczna realizuje nagrania dla tak znanych wytwórni muzyki klasycznej, jak PHI, BIS Records czy PentaTone Classics.

## Edukacja i pomoc potrzebującym
Działalność orkiestry dotycząca edukacji i pomocy potrzebującym skupia się wokół wielu inicjatyw, dzięki którym Antwerpska Orkiestra Symfoniczna realizuje misję społeczną i edukacyjną. Orkiestra poświęca się rozwojowi trwałych doświadczeń kulturowych, umożliwiając dzieciom, młodzieży, osobom znajdującym się w trudnej sytuacji życiowej oraz pochodzącym z różnych środowisk kulturowych, kontakt z muzyką klasyczną. Tego rodzaju projekty, kierowane w szczególności do dzieci i młodzieży, stanowią fundament istnienia Antwerpskiej Orkiestry Symfonicznej.
Jako instytucja, Antwerpska Orkiestra Symfoniczna jest motorem napędowym kilku orkiestr młodzieżowych (orkiestry Re-Mix założonej w roku 2007, antwerpskiej Jeugdorkest założonej w roku 2018 oraz Młodzieżowej Orkiestry Flandrii również założonej w roku 2018). W roku 2018 orkiestra założyła także antwerpską akademię symfoniczną. Ponadto, uczestniczy także w odbywających się co dwa lata praktykach kompozytorskich SoundMine Musica.

## Dyrygenci

### Główni dyrygenci
- 2019 – do chwili obecnej Elim Chan
- 2011-2016 Edo de Waart
- 2008-2011 Jaap van Zweden
- 2002-2008 Daniele Callegari
- 1998 Philippe Herreweghe (od roku 1998 na stałe związany z Antwerpską Orkiestrą Symfoniczną)
- 1995-1998 Grant Llewellyn
- 1991-1995 Muhai Tang
- 1986-1991 Günter Neuhold
- 1983-1986 Emil Czakyrow
- 1975-1983 André Vandernoot
- 1970-1975 Enrique Jordá
- 1959-1970 Eduard Flipse

### Intendenci/dyrektorzy generalni
- 2015 – do chwili obecnej Joost Maegerman
- 2009-2015 Hans Verbugt
- 2009 Jean Pierre Grootaers
- 2004-2008 Hans Waege
- 2000-2004 Jan Raes
- 1993-2000 Luc Vanackere
- 1991-1992 Marc Anseeuw
- 1986-1991 Luc Vanackere
- 1984-1986 Marc Clémeur
- 1964-1983 François Cuvelier

## Dyskografia (wybór)
- Bert Joris: Dangerous Liaison (wraz z Brukselską Orkiestrą Jazzową)
- Claude Debussy / Luc Brewaeys: Preludia – Rekompozycja na orkiestrę symfoniczną, pod batutą Daniela Callegari’ego (2005)
- Ludwig van Beethoven: IV symfonia B-dur op. 60 i VII symfonia A-dur op. 92, pod batutą Philippe’a Herreweghe’a (2005)
- Maurice Ravel – instrumentacja: Musorgski – Debussy – Chabrier – Schumann
- Gia Kanczeli: Simi (na wiolonczelę i orkiestrę) i Magnum Ignotum (na orkiestrę dętą)
- Kalevi Aho: Koncerty na puzon i trąbkę, pod batutą Martyna Brabbinsa
- Antonín Dvořák: Koncert na skrzypce i orkiestrę a-moll, op. 53 / Suk: Fantazja g-moll, op. 24 i Pieśń miłosna, op. 7, pod batutą Alana Buribajewa
- Wilhelm Stenhammar: II symfonia pod batutą Christiana Lindberga
- Robert Schumann: II i IV symfonia pod batutą Philippe’a Herreweghe’a

Oprócz wyszczególnionego powyżej niewielkiego wyboru, Antwerpska Orkiestra Symfoniczna (deFilharmonie, Flamandzka Królewska Orkiestra Filharmoniczna, Koninklijk Vlaams Filharmonisch Orkest) zrealizowała kilka nagrań utworów kompozytorów belgijskich, takich jak Peter Benoit, August de Boeck, Joseph Callaerts, Wim Henderickx, Luc Van Hove, Joseph Jongen, Jef Maes, Arthur Meulemans, Lodewijk Mortelmans, Norbert Rosseau, Adolphe Samuel, Henri Vieuxtemps i Eugène Ysaÿe, często pod batutą Martyna Brabbinsa.